# Benoîte Rencurel

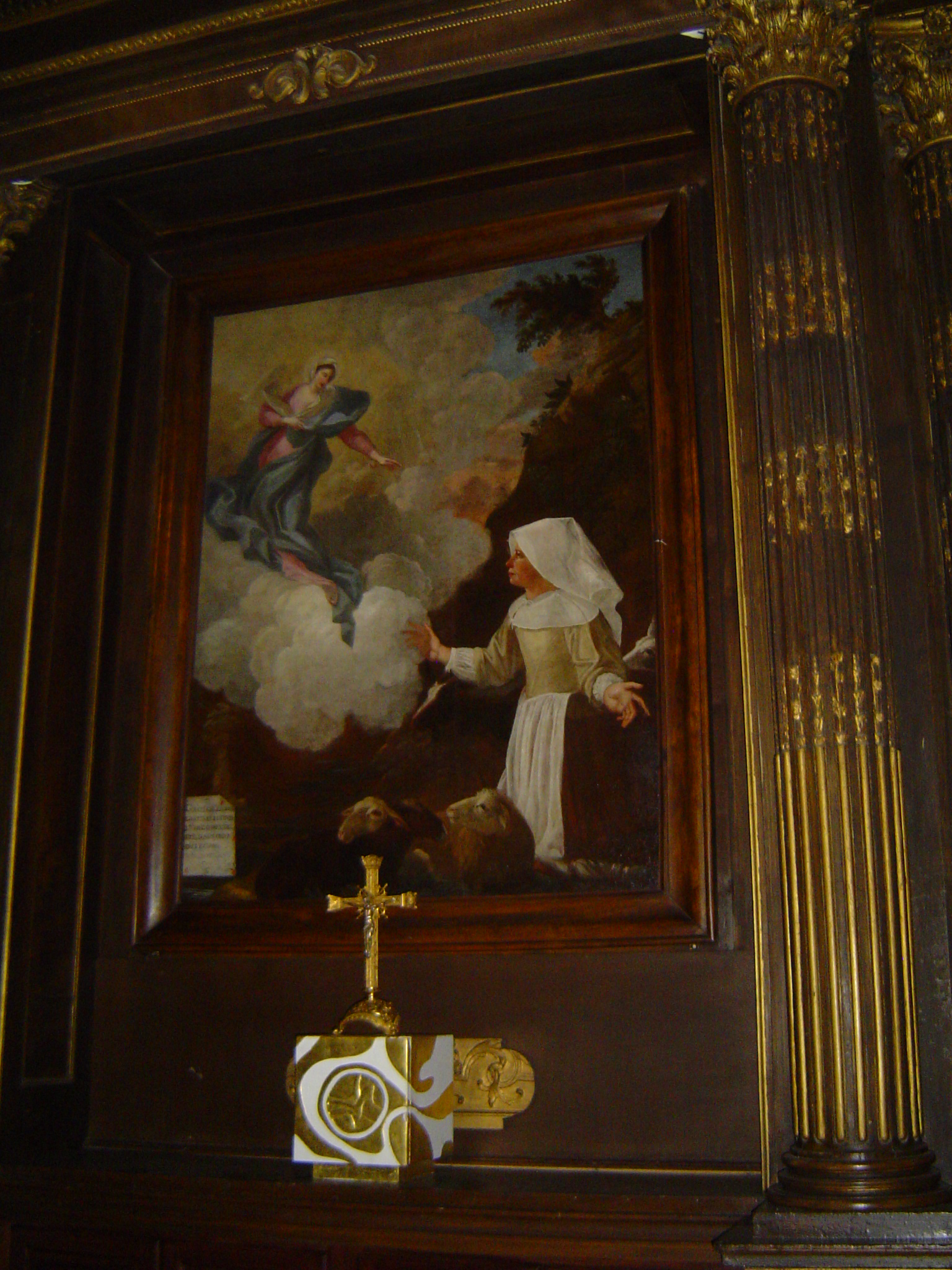
Benoîte Rencurel in Notre-Dame-du-Laus

Benoîte Rencurel (* 16. September 1647 in Saint-Étienne-le-Laus im Département Hautes-Alpes; † 28. Dezember 1718) war eine französische Hirtin und Mystikerin. Auf sie geht der Wallfahrtsort Notre-Dame du Laus zurück.

## Leben

### Kindheit und Jugend
Benoîte (deutsch: Benedikta) Rencurel stammte aus bescheidenen Verhältnissen. Mit 12 Jahren wurde sie Hirtin auf dem Bauernhof ihrer Patin Catherine Allard, der Nichte des Pfarrers Jean Fraisse. Von 1660 bis 1663 war sie Hirtin bei dem reichen Bauern Jean Rolland in Remollon und abwechselnd bei der Notarswitwe Espérite Allard. Sie hatte früh einen Hang zum Gebet, vor allem zum Rosenkranz. Pfarrer Fraisse predigte in unjansenistischer Manier die Barmherzigkeit der Muttergottes.

### Die ersten Visionen im Vallon des Fours
Im Mai 1664 soll Benoîte im Vallon des Fours vier Monate lang die ersten Visionen gehabt haben. Sie sah eine schöne Dame mit einem Kind an der Hand, die auf Ansprache stehen blieb und lachte. Die Visionen lösten bei Benoîte ein Glücksgefühl aus. Gesprochen wurde wenig. Die Dame hielt sie unter anderem zur Achtung ihrer Dienstherren an. Markant ist der Ziegenkonflikt, bei dem die Dame sie aufforderte, ihre Ziegen abzugeben, wogegen sie sich solange weigerte, bis die Dame aufgab, „um Benoîte nicht zu erzürnen“. Ferner brachte ihr die Dame die Lauretanische Litanei bei, die sie mit der Dorfgemeinschaft in der Pfarrkirche singen sollte.
Benoîte, die von den Erscheinungen erzählte, wurde wieder von Catherine Allard in ihre Dienste genommen, damit Pfarrer Fraisse sie besser beaufsichtigen konnte. Der Richter François Grimaud (1620–1703) nahm sich der Sache an. Bei der letzten Erscheinung im Vallon des Fours am 29. August 1664, wohin auf Geheiß der Dame eine Mädchenprozession führte, bat Grimaud Benoîte, die Dame, die er selbst nicht wahrnahm, nach dem Namen zu fragen. Die Antwort ist in drei Versionen überliefert. Laut Grimaud sagte die Dame im örtlichen Dialekt : „Dame Marie“. Laut Kaplan Jean Peytieu (1640–1689), der sich 1688 äußerte, sagte sie: „Je suis Marie, mère de Dieu“, und laut Generalvikar Pierre Gaillard (1621–1715), dessen Erscheinungsgeschichte nach 1700 geschrieben wurde: „Je suis Marie, mère de Jésus“.

### Die Pindreau-Vision. Die Laus-Visionen
Fast den ganzen September über war Benoîte untröstlich über das Ausbleiben der Erscheinungen. Erst Ende September kam es ihren Angaben zufolge in der Gemarkung Pindreau zu einer weiteren Vision, bei der ihr mitgeteilt wurde, sie hätte künftig Erscheinungen in der Kapelle des Weilers Laus, wo liebliche Düfte alle Erscheinungen begleiten würden. Gemeint ist die 1640 errichtete Kapelle Notre-Dame de Bon Rencontre („Maria Verkündigung“, das üblicherweise feminine Wort rencontre wird hier archaisch maskulin gebraucht), die nicht größer als 3 × 4 m war. Als Benoîte am folgenden Tag zur Kapelle ging und angeblich die Dame samt Düften antraf, bot sie der Dame ihre Schürze an, damit sie darauf bequemer stehen könnte. Die Dame verlangte den Bau einer Kirche an diesem Ort für die Bekehrung der Seelen und das Gebet für die Sünder. Ein schönes Kleid, das Benoîte ein Adliger geschenkt hatte, zog sie auf Geheiß der Dame wieder aus. Es kam zur nahezu täglichen Begegnung, deren Kunde sich in der Region zunehmend verbreitete.

### Erste offizielle Untersuchung
Da es auch zu einer Serie von Wunderheilungen kam, organisierte der Generalvikar des zuständigen Bistums Embrun, Antoine Lambert, vom 14. bis 19. September 1665 am Ort eine Untersuchung durch eine von ihm zusammengestellte Kommission (Pfarrer Fraisse, Kanonikus Pierre Gaillard aus Gap, der Jesuit André Gérard und drei weitere Persönlichkeiten), der Benoîte drei Tage lang Rede und Antwort stehen musste. Dann war die Kommission von der Wahrheit ihrer Aussagen überzeugt und erlebte obendrein noch die spektakuläre Heilung der gelähmten Catherine Vial.

### Ausbau des Gnadenortes
Angesichts der anhaltenden Erscheinungen der Dame (22 sind verzeichnet, ferner zahlreiche Erscheinungen eines Engels, „le bon ange“) und angesichts des zunehmenden Pilgerstroms wurde Pierre Gaillard die Leitung des Wallfahrtsortes übertragen. Zusammen mit Lambert begann er mit dem Bau einer Kirche um die kleine Erscheinungskapelle herum. Während der Erscheinungen wurde Benoîte mehrfach beauftragt, bei verschiedenen Personen auf größere Frömmigkeit zu dringen, aber auch eigene Fehler zu korrigieren. Als 1666 der Dominikanerprovinzial Etienne de Thord bei der Grundsteinlegung der Kirche anwesend war, trat Benoîte in den Dritten Orden der Dominikaner ein und trug künftig ein weißes Kapüzchen.

### Verhör und Erscheinung in Embrun
1670 rief der neue Generalvikar von Embrun, Jean Javelly, Benoîte zu sich, um sie (zusammen mit zwei Jesuiten) selbst zu verhören. Die Reise dauerte vom 25. Mai bis 6. Juni. Nach einwöchigem Verhör war das Gremium von der Wahrheit der Erscheinungen überzeugt. Am 5. Juni, Fronleichnamsfest, erlebte Benoîte eine festliche Messe im Dom von Embrun und hatte die Erscheinung der Muttergottes im Gewand einer Königin, Krone auf dem Haupt, ganz Licht und Strahlen.

### Neuerliche Prüfung durch den neuen Bischof von Embrun
Als 1671 der neue Erzbischof von Embrun, Charles Brûlart de Genlis (1628–1714), sein Amt antrat, setzte er Benoîte in Laus einer intensiven Befragung aus. Schon an der Sorbonne hatte er Erfahrung als Examinator eines Extatikers gesammelt und durfte sich für kompetent halten. Er kam zu dem Schluss, dass Benoîte alles in den Schatten stellte, was er bislang an Tugend und Demut erlebt hatte, und beauftragte Jean Peytieu mit der Abfassung eines Berichts.

### Erscheinungen
Auf dem Kalvarienberg von Avançon soll ihr fünfmal der gekreuzigte Jesus (zuletzt 1679) erschienen sein, der zu ihr sagte: „Hier siehst Du (auf Französisch: vous) das Ausmaß meiner Liebe zu den Sündern.“ Sie reagierte darauf mit Selbstkasteiung. Im Hemd verbrachte sie Winternächte vor dem Kreuz, hörte die Wölfe dämonisch heulen und sah sie Flammen werfen. An Freitagen von 1673 bis 1677 und von 1679 bis 1684 kam es zu wöchentlicher Wundmalbildung, bis die Dame deren Aufhören ankündigte. Doch ging sie dann noch 30 Jahre lang dreimal pro Woche barfuß nach Avançon zum Kalvarienkreuz.
Als es ab 1685 mit dem geistlichen Betreuer des Gnadenorts, Jean Peytieu, langsam zu Ende ging, erlebte Benoîte epileptische Anfälle, die als Teufelserscheinungen interpretiert wurden. Sie fühlte sich an andere Orte versetzt und durch den Teufel regelrecht erpresst.

### Flucht nach Marseille
1692 brachte Viktor Amadeus II. Krieg und Verwüstung über das Land. Benoîte floh in Begleitung des Nachfolgers von Peytieu, Jean Magnin, und des Einsiedlers François Aubin nach Marseille. Dort verkehrte sie als eine Art Star bei dem späteren Bischof von Apt, Joseph-Ignace de Foresta (1654–1736), dem Mystiktheoretiker François Malaval (1627–1719) und in der Familie Rémusat, aus der die Mystikerin Anne-Madeleine Rémusat (1796–1730) hervorging. Sie besuchte die Klöster der Stadt, spendete reichlich Trost und Rat und fiel auf durch klarsichtige Urteile. Der Aufenthalt dauerte von Ende Juli bis Ende September. Dann kehrte sie nach Laus zurück.

### Laus in der Krise
Der 1692 neu ernannte Generalvikar Gabriel Viala war Laus feindlich gesinnt. Er setzte am Gnadenort Priester ein, die Benoîte diskreditierten. Ab 1699 war ihr verboten, mit den Pilgern zu sprechen. Die Erscheinungen wurden selten. Diese „Nacht von Laus“ dauerte bis 1712. Aber auch in dieser Zeit berichtete die Gallia Christiana: „Benoîte wird im Land wie eine Heilige verehrt. Sie liest in den Herzen und wird befragt wie ein Orakel.“

### Die Jahre von 1712 bis zum Tod
1712 berief Erzbischof Brûlart de Genlis die Kongregation der Missionspriester Notre-Dame de Sainte-Garde (geführt von Laurent-Dominique Bertet, 1671–1739) nach Laus. Dank ihnen erlebte die inzwischen 65 Jahre alte Benoîte noch sechs Jahre Harmonie und Anerkennung. Ähnliches gilt für den bis dahin an den Rand gedrängten und isolierten Pierre Gaillard, der 1715 starb (unter Hinterlassung eines wichtigen Manuskripts, in dem die Erscheinungsgeschichte aufgezeichnet war). 1716 wurde Benoîte Mitglied im Dritten Orden der Paulaner, dem auch die Missionspriester angehörten. 1718 starb sie. Sie soll bis kurz vor ihrem Tod Erscheinungen gehabt haben.

### Entwicklung des Gnadenortes
Die Missionspriester von Sainte-Garde betreuten den Ort bis 1791. Dann wurden sie gegen den Widerstand der Bevölkerung von der Französischen Revolution vertrieben. 1805 kaufte Bischof Bienvenu de Miollis von Digne die Kirche aus eigenen Mitteln zurück. Das Kloster wurde 1816 mittels einer Spende der Diözesanpriester zurückerworben. Von 1818 bis 1842 lag die Betreuung in den Händen der Oblaten der Unbefleckten Jungfrau Maria, deren Gründer Eugen von Mazenod seinen engsten Vertrauten, Paul Henry Tempier (1788–1870), zum ersten Ortsoberen bestellte. 1842 ging der Ort an eine Gemeinschaft von Diözesanpriestern über.

### Seligsprechungsprozess
Bischof Jean-Irénée Depéry (1796–1861) von Gap leitete erste Bemühungen um eine Seligsprechung ein. 1855 konnte die Statue der Jungfrau Maria mit dem Segen des Papstes und im Beisein zahlreicher Bischöfe feierlich gekrönt werden, was ein erhebliches Anwachsen der Wallfahrt zur Folge hatte. Depérys Nachfolger, Victor-Félix Bernadou, erreichte 1864 die offizielle diözesane Eröffnung des Seligsprechungsprozesses, der 1866 auch in Rom eröffnet wurde (mit dem Dominikaner Alexandre Vincent Jandel, 1810–1872, als Postulator). 1872 erklärte der Papst Benoîte zur verehrungswürdigen Dienerin Gottes. Die Erscheinungskirche wurde 1894 zur Basilika Minor erhoben. Doch kam es 1913 mangels direkter Zeugnisse zum abschlägigen Bescheid. Es fehlte die wissenschaftlich-historische Aufarbeitung des Falles. Diese wurde von Roger de Labriolle (1907–1988) in dem 1977 erschienenen Werk Benoîte. La bergère de Notre-Dame du Laus (Die Schäferin von Notre-Dame du Laus) geleistet und 1978 zum Gegenstand eines wissenschaftlichen Kolloquiums gemacht, auf dessen Basis Johannes Paul II. 1981 den abschlägigen Bescheid von 1913 aufhob und unter Postulator René Combal ein neues Verfahren eingeleitet wurde. 2008 wurden die Erscheinungen von Laus vom Bischof von Gap, Jean-Michel di Falco Leandri, offiziell als übernatürlich anerkannt. Der Seligsprechungsprozess Benoîte Rencurels wird derzeit geführt. Papst Benedikt XVI. erhob Benoîte Rencurel am 3. April 2009 zur ehrwürdigen Dienerin Gottes.